# Komatsu Mining

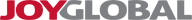
Logo bis 2017

Komatsu Mining (bis April 2017: Joy Global) ist ein US-amerikanischer Hersteller von Bergbauausrüstung. Das Unternehmen ist nach eigenen Angaben der größte Hersteller von Fördermaschinen für Kohle und Salz weltweit.

## Geschichte
1884 gründeten Henry Harnischfeger und Alonzo Pawling die Firma P&H Mining. 1919 wurde Joy Mining Machinery von Joseph Francis Joy gegründet. 1994 übernahm Harnischfeger Industries die Joy Mining Machinery. In der Asienkrise 1997 musste Harnischfeger Industries Insolvenz nach Chapter 11 anmelden. Das Nachfolgeunternehmen erhielt den Namen Joy Global.
2011 erwarb man für 1,1 Mrd. US-Dollar LeTourneau.
2016 gab Komatsu bekannt, Joy Global zu übernehmen. Die Übernahme wurde im April 2017 abgeschlossen. Nach der Übernahme wurde das Unternehmen in Komatsu Mining Corp. umbenannt und von der Börse genommen.